# Luis Greco
Luis Greco (lub Grecco) – piłkarz urugwajski, napastnik. Później trener.
Jako piłkarz Greco raz wystąpił w reprezentacji – 16 października 1917 roku w Montevideo Urugwaj pokonał w towarzyskim meczu Brazylię 3:1, a Greco zdobył 2 bramki.
W 1927 roku Greco zastąpił dotychczasowego trenera reprezentacji Urugwaju Ernesto Fígoliego. Kierował reprezentacją podczas turnieju Copa América 1927, gdzie Urugwaj został wicemistrzem Ameryki Południowej. Prowadzony przez Greco zespół odniósł dwa wysokie zwycięstwa (4:0 z Peru i 9:0 z Boliwią) oraz, pomimo świetnej gry, przegrał 2:3 decydujący o mistrzowskim tytule bój z Argentyną (rozstrzygająca bramka była golem samobójczym strzelonym przez obrońcę Urugwaju Canavesiego).
W 1928 roku na stanowisku trenera narodowej reprezentacji zastąpił go Alberto Suppici.
W 1930 roku Greco był razem z Fígolim masażystą i pomocnikiem trenera Suppiciego podczas finałów pierwszych mistrzostw świata, wygranych przez Urugwaj.